# Relaciones India-República Dominicana
Las relaciones India-República Dominicana son las relaciones internacionales entre la India y la República Dominicana. La República Dominicana mantiene una embajada en Nueva Delhi. La India tiene una embajada en Santo Domingo.

## Historia
La República Dominicana y la India establecieron relaciones diplomáticas en mayo de 1999. Los países firmaron un Memorando de Entendimiento en Santo Domingo en mayo de 2001, acordando celebrar consultas regulares de Relaciones Exteriores. Durante la visita del Ministro de Estado de la India para Asuntos Exteriores, Rao Inderjit Singh, visita a la República Dominicana en septiembre de 2004, el Gobierno de la República Dominicana anunció que abriría una Embajada en Nueva Delhi. El Ministro de Relaciones Exteriores de RD, Carlos Morales Troncoso, varios otros ministros y delegados de negocios visitaron Delhi, Agra, Bangalore, Hyderabad y Mumbai en febrero de 2006. Durante la visita, ambos países firmaron un acuerdo de cooperación bilateral en Delhi el 17 de febrero de 2006. La República Dominicana abrió su Embajada en Nueva Delhi el 1 de mayo de 2006. El actual Embajador de la República Dominicana en la India, Frank Hans Dannenberg Castellanos, también actúa como Decano del Cuerpo Diplomático.
El presidente Leonel Fernández visitó la India para asistir a la Cumbre de Desarrollo Sostenible de Delhi en febrero de 2011. También se reunió con el primer ministro Manmohan Singh, el ministro de Relaciones Exteriores y varios empresarios indios. Fernández se dirigió al Consejo Indio de Asuntos Mundiales y seminarios organizados por la Federación de Cámaras Indígenas de Comercio e Industria y la Confederación de Industria India en Mumbai, Bangalore y Delhi. Desde la India, las visitas de más alto nivel a la República Dominicana han sido a nivel de ministro de Estado. Ministros de Estado para Asuntos Exteriores Anand Sharma, Shashi Tharoor y General Vijay Kumar Singh V.K. Singh]] visitaron el país en febrero de 2007, enero de 2010 y febrero de 2015, respectivamente. Durante la visita de Singh, ambos países firmaron un memorando de entendimiento sobre la cooperación en energía renovable.
La República Dominicana y la India estuvieron entre los primeros 19 países en unirse a la Alianza Solar Internacional, propuesta por el Primer Ministro Narendra Modi, el 15 de noviembre de 2016.

## Comercio
El comercio bilateral entre la República Dominicana y la India sumó US $ 431,57 millones en 2014-15. India exportó $ 140.91 millones en bienes a la República Dominicana, e importó $ 290.66 millones. Los principales productos exportados por la India a la República Dominicana son textiles de algodón y prendas de vestir, fármacos y productos farmacéuticos, muebles, equipo de transporte, manufacturas de metales, productos químicos, plásticos y linóleo, té, alimentos procesados y productos marinos. Los principales productos importados por la India de la República Dominicana son tabaco, perlas, piedras preciosas, piedras semipreciosas, joyas y monedas.
La República Dominicana y la India firmaron un Acuerdo de Servicios Aéreos para iniciar vuelos comerciales programados entre los dos países el 19 de octubre de 2011.
Firma de TI india firmó un memorando de entendimiento con Cyber Park, Santo Domingo para establecer centro de capacitación de TI en el parque. MANN India estableció un BPO en el Cyberpark, Santo Domingo. Bajaj vende vehículos de dos ruedas en la República Dominicana. Las empresas farmacéuticas indias Claris Life Sciences Ltd. y Micro-Labs tienen oficinas de representación en Santo Domingo. Claris tuvo un ingreso de más de $ 1 millón en el país en 2011. Caplin Point suministra medicamentos a granel de la India y los vende en la República Dominicana.
Brugal, el mayor destilador de ron de la República Dominicana, adquirió unidades de destilería de Praj Industries, Pune.

## Ayuda externa
La India donó 50.000 dólares de medicamentos para salvar vidas a la República Dominicana en marzo de 2006. A petición del Gobierno de la República Dominicana, la India donó medicamentos para aliviar la tormenta tropical Noel en octubre-noviembre de 2007.
La India y la República Dominicana firmaron un memorando de entendimiento para establecer un centro de excelencia con la asistencia de la India en enero de 2010. El Centro fue inaugurado por el Presidente de la República Dominicana en agosto de 2011. El Centro fue operado por el CDAC India con tres miembros Antes de ser entregado a las autoridades dominicanas.
Desde 1999, los ciudadanos de la República Dominicana son elegibles para becas bajo el Programa de Cooperación Técnica y Económica de la India. También son elegibles para becas Consejo Indio para Relaciones Culturales. Varios diplomáticos de la República Dominicana también han asistido al programa PCFD dirigido por el Instituto de Servicio Exterior.

## Relaciones culturales
La República Dominicana y la India firmaron un acuerdo bilateral de cooperación cultural en agosto de 2012. En octubre de 2013 se celebraron festivales de comida india en Santo Domingo y en marzo y octubre de 2014. DR Television difundió un festival de cine indio en abril de 2014.
A partir de enero de 2016, unos 50 ciudadanos indios y personas de origen indio residen en la República Dominicana. Se emplean como empresarios, ingenieros y expertos en software. También hay estudiantes en colegios médicos y representantes de empresas indias.
Satya Sai Baba de Putthaparthy tiene algunos seguidores en la República Dominicana. Un gran número de visitantes dominicanos a la India son seguidores de Sai Baba.
En febrero de 2017, la concursante Shaderska Valdez y otro modelo se convirtieron en los primeros dominicanos en caminar por la rampa en el verano de 2017 en Mumbai.